# Duckface

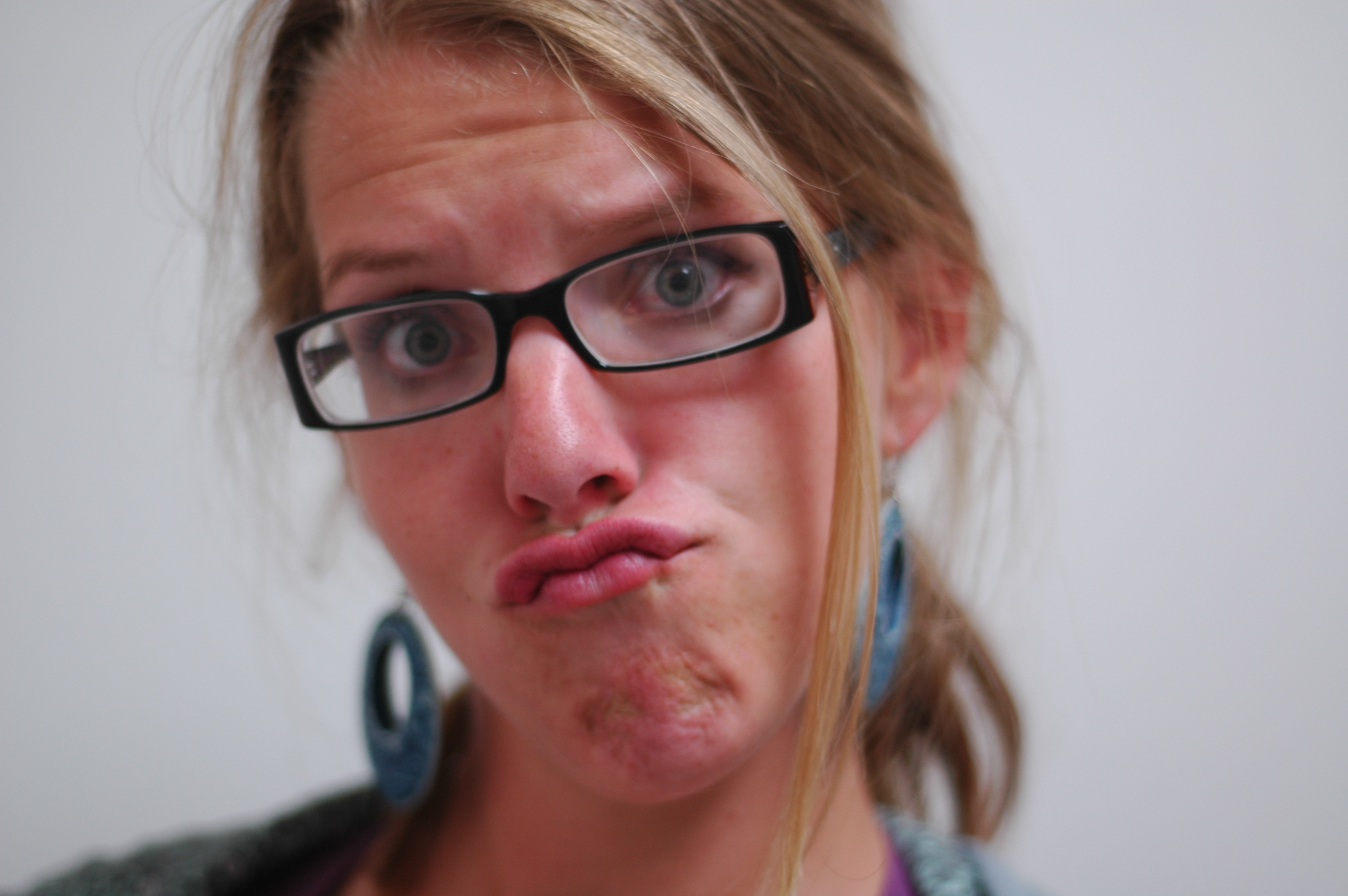

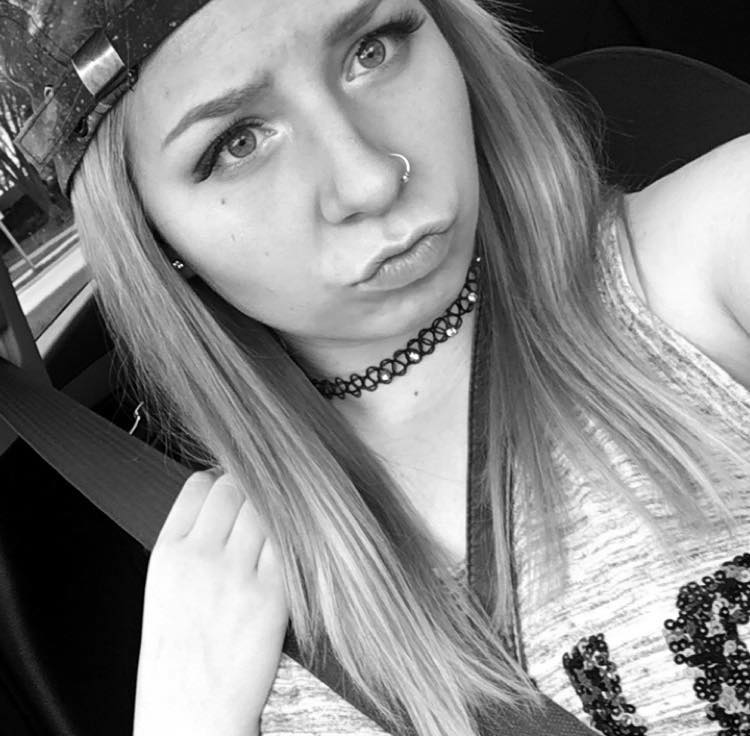

Ein Duckface (englisch für Schnute, wörtlich: Entengesicht) ist ein Trend vorwiegend weiblicher Internetnutzer, beispielsweise von Girlies, der hauptsächlich auf Profilbildern in sozialen Netzwerken praktiziert wird. Für ein Duckface werden die Lippen wie bei einem Schmoll- oder Kussmund zusammengepresst und häufig gleichzeitig die Wangen eingesogen, mit dem Ziel, sowohl selbstironisch als auch sexy zu wirken.
Da der Sinn und die Ästhetik von Duckfaces von vielen Betrachtern angezweifelt werden, hat sich hierzu eine Gegenbewegung gebildet. Diese nennt sich Antiduckface. Diese Bewegung behauptet, dass ein Duckface dumm und nicht ansprechend wirke. Im Gegensatz dazu erhoffen sich die Menschen, die ein Duckface aufsetzen, durch diese Mimik Sympathie, Attraktivität und Freundlichkeit auszudrücken.